# Persicaria pensylvanica
Persicaria pensylvanica là một loài thực vật có hoa trong họ Rau răm. Loài này được (L.) M. Gómez miêu tả khoa học đầu tiên năm 1896.